# Nikolás Caballero
Nikolás Caballero (nascido em 7 de junho de 2002)[carece de fontes?]é um ator e cantor mexicano, conhecido por interpretar o papel de Eduardo "Lalito" Moreno na novela Por Ela Sou Eva (2012) com Lucero e Jaime Camil, e também por atuar na quarta temporada da série Señora Acero (2017), interpretando Nicolás Araujo Cárdenas.

## Carreira
Sua primeira aparição na televisão foi em 2007, quando participou de um programa chamado Amor sin Maquillaje. Porém foi em Por Ela Sou Eva, novela protagonizada por Lucero e Jaime Camil, que ficou conhecido pelo público, interpretando o papel de Eduardo Moreno, o filho da personagem Helena Moreno Romero.
Após isso, participou de programas como A Rosa dos Milagres e Como Dice el Dicho, interpretando a diversos personagens, da novela Corazón que Miente (2016), onde dava vida a versão jovem do personagem Alonso Ferrer Castellanos, e da quarta temporada da série Señora Acero, em conjunto com a atriz Gabriela Espino.
Em 2018, se juntou ao elenco da novela Mi Marido Tiene Más Família, no papel recorrente de Diego Ortega, amigo de Cuauhtémoc López (interpretado por Joaquín Bondoni), e com o sucesso da produção, em sua série spin-off Juntos, El Corazón Nunca se Equivoca.
Em março de 2020, deu início em sua carreira musical, lançando seu primeiro single "Caleidoscopio", lançado por meio de plataformas digitais.

## Filmografia
| Ano       | Título                              | Personagem                               | Notas                       |
| --------- | ----------------------------------- | ---------------------------------------- | --------------------------- |
| 2007      | Amor sin Maquillaje                 | Mario                                    | Episódio 1                  |
| 2007      | Mujeres Asesinas                    | Gabriel                                  | Episódio: "María, fanática" |
| 2010      | Soy tu Dueña                        | Santiago "Santiaguito" Peñalvert Castaño | Recorrente (31 capítulos)   |
| 2011-2017 | Como Dice el Dicho                  | Vários personagens                       |                             |
| 2011-2018 | La Rosa de Guadalupe                | Vários personagens                       |                             |
| 2012      | Por ella soy Eva                    | Eduardo "Lalito" Moreno                  | Protagonista Infantil       |
| 2013      | Pasión Prohibida                    | Santiago Piamonte                        |                             |
| 2013      | Qué Pobres tan Ricos                | Paco                                     | Participação                |
| 2016      | Corazón que Miente                  | Alonso Ferrer Castellanos (Jovem)        |                             |
| 2016      | Por Siempre Joan Sebastian          | José Manuel Figueroa (Jovem)             | Participação (3 episódios)  |
| 2017      | Paquita la del Barrio               | Camilo (Jovem)                           | Recorrente                  |
| 2017-2018 | Señora Acero                        | Nicolás Araujo Cárdenas                  | Temporada 4                 |
| 2018-2019 | Mi Marido Tiene Más Família         | Diego Ortega                             | Recorrente                  |
| 2019      | Juntos el Corazón Nunca se Equivoca | Diego Ortega                             | Elenco Principal            |

## Teatro
| Ano  | Título               | Personagem   |
| ---- | -------------------- | ------------ |
| 2019 | Aristemo, El Musical | Diego Ortega |